# Мефодий (Остоич)
Епи́скоп Мефо́дий (серб. Епископ Методије, в миру Лю́биша Осто́ич, серб. Љубиша Остојић; 1 апреля 1976, Сараево, Босния и Герцеговина) — епископ Сербской православной церкви, епископ  Будимлянский и Никшичский.

## Биография
Родился 1 апреля 1976 года в Сараеве, столице Боснии и Герцеговины, находившейся в то время в составе Югославии, и был третьим ребёнком в православной семье Милинка Остроица и Драгицы, урождённой Миличевич.
В родном городе закончил восьмилетнюю школу имени Петра Докича, начальную музыкальную школу «29 ноября» и первые два класса 2-й гимназии имени Огнена Прица. Затем из-за военных действий семья переселилась в Подгорицу в Черногории, где Любиша закончил последние два класса гимназии имени Слободана Шкеровича.
В 1994 году по окончании гимназии поступил на экономический факультет Черногорского университета в Подгорице, который закончил в 2001 году.
В 2002 году поступил послушником в Цетинский монастырь, где 11 июля 2004 года принял монашество с наречением имени в честь равноапостольного Мефодия Солунского.
19 августа 2005 года, в день Преображения Господня, в Преображенском храме города Жабляка был рукоположён в сан иеродиакона митрополитом Черногорско-Приморским Амфилохием (Радовичем).
С конца 2007 года являлся келейником патриарха Сербского Павла. Проходил это послушание вплоть до кончины патриарха Павла в 2009 году.
6 января 2008 года, в Рождественский сочельник, митрополитом Амфилохием был рукоположён в сан иеромонаха в Цетинской обители.
22 ноября 2009 года в Стефановском монастыре в Сланцах под Белградом местоблюстителем Патриаршего престола митрополитом Амфилохием был удостоен чина протосинкелла.
31 января 2010 года стал наместником Цетинского монастыря.
С 2012 года являлся членом правления Патриархии Сербской православной церкви от Черногорско-Приморской митрополии. Был включён в состав епархиального управления и епархиального административного совета Черногорско-Приморской митрополии.
12 июля 2013 года в Цетинской обители митрополитом Амфилохием был возведён в достоинство архимандрита.
В 2013 году закончил богословский факультет святого Василия Острожского в Фоче Восточно-Сараевского университета, защитив дипломную работу «Воспитательное значение монашества». В 2015 году на богословском факультете Белградского университета защитил магистерскую работу на тему «Зетский митрополит Вавила (1494—1520) и его вклад в сербскую духовность и культуру», написанную под руководством профессора Предрага Пузовича.
В 2016—2017 академическом году обучался греческому языку в Аристотелевом университете в Салониках с целью поступления на богословский факультет данного университета.
10 мая 2018 года решением Архиерейского собора Сербской церкви был избран епископом Диоклийским, викарием Черногорско-Приморской митрополии.
22 июля того же года в соборе Воскресения Христова в Подгорице последовала его епископская хиротония, которую возглавил патриарх Сербский Ириней, митрополит Черногорско-Приморский Амфилохий (Радович), митрополит Загребско-Люблянский Порфирий (Перич), епископ Будимский Лукиан (Пантелич), епископ Британско-Скандинавский Досифей (Мотика), епископ Шумадийский Иоанн (Младенович), епископ Милешевский Афанасий (Ракита), епископ Будимлянско-Никшичский Иоанникий (Мичович), епископ Захумско-Герцеговинский Григорий (Дурич), епископ Рашко-Призренский Феодосий (Шибалич), епископ Славонский Иоанн (Чулибрк), епископ Бихачско-Петровачский Сергий (Каранович), епископ Нишский Арсений (Главчич), епископ Далматинский Никодим (Косович), епископ Осечко-Польский Херувим (Джерманович), епископ Моравичский Антоний (Пантелич), епископ Ремесианский Стефан (Шарич), епископ Мохачский Исихий (Рогич) и епископ Афанасий (Евтич).
27 декабря 2019 года в Подгорице во время мирного митинга против введения закона о «свободе вероисповедания» в Черногории был избит полицией, после чего отправлен в больницу Плеваля.
29 мая 2021 года избран Архиерейским собором новым епископом Будимлянским и Никшичским. 26 сентября 2021 года настолован патриархом Сербским Порфирием в монастыре Джурджеви-Ступови в Беране.